# Медведева (Свердловская область)
Медведева — деревня в Пышминском городском округе Свердловской области России.

## Географическое положение
Деревня Медведева расположена в 6 километрах (по дорогам в 7 километрах) к западу-северо-западу от посёлка Пышма, на правом берегу реки Юрмач (левого притока реки Пышмы). В трёх километрах к юго-востоку от деревни расположен остановочный пункт 1990 км Свердловской железной дороги.

## Население
| 2002 | 2010 | 2021 |
| ---- | ---- | ---- |
| 110  | ↘96  | ↘66  |